# Zuabu
Zuabu était un roi assyrien qui a régné de 2283 à 2270 av. J.-C. Il est le onzième "roi vivant sous les tentes" selon la liste royale assyrienne.